# David Bueso
David Bueso Guerrero (1955. május 5. –) hondurasi válogatott labdarúgó.

## Pályafutása

### Klubcsapatban
1978 és 1982 között a Motagua csapatában játszott. 1979-ben hondurasi bajnoki címet szerzett.

### A válogatottban
1981-ben szerepelt a hondurasi válogatottban. Részt vett az 1982-es világbajnokságon, de egyetlen csoportmérkőzésen sem lépett pályára.

## Sikerei, díjai
CD Motagua
- Hondurasi bajnok (1): 1978–79

Honduras
- CONCACAF-bajnokság (1): 1981